# 岩屋山古墳
34°27′56.6″N 135°47′51.5″E / 34.465722°N 135.797639°E
岩屋山古墳（日语：／ Iwayayamakofun）是位於奈良縣高市郡明日香村大字越小字岩屋山的一座方墳或八角墳，1968年成為日本國指定史跡。

## 概要
由於古墳的橫穴式石室一直呈可見狀態，因此自古開始便為人所知。古墳被認為是邊長45米左右的方墳，有些說法則認為是八角墳。1978年，由於遭到水災影響，曾經遭到挖掘的墳丘西面崩塌，因此為了重整展開過考古調查。

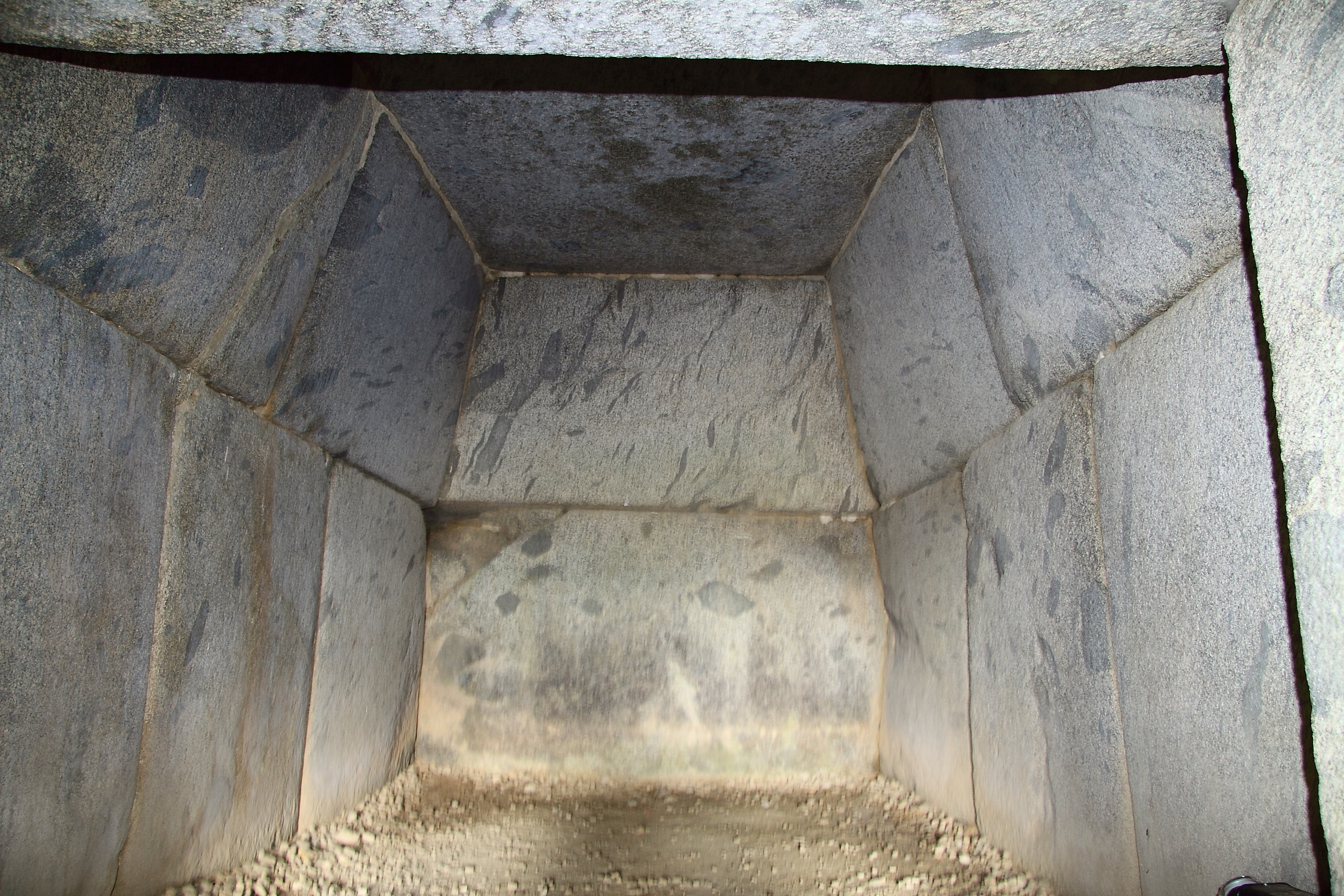
岩屋山古墳的石室

橫穴式石室全部使用了花崗岩建成，內部經過精細的切割加工。玄室的壁畫分為兩段，盡頭的部分為上下各一，側面則是上段兩幅，下段3幅，各面牆壁的上方部分均向內側傾斜。頂部則是一塊巨大的岩石。羨道兩側的牆壁在盡頭一半的部分是一層過組成，前半部則是兩層。玄室長4.9米，闊2.7米，高3米，羨道長12米，闊1.9米。在奈良縣和南河內之間的地域，有不少古墳的結構跟此古墳相同或只是縮小版。其中，與同縣櫻井市的峰坂（ムネサカ）第一號墳的橫穴式石室同一形狀和大小，橿原市的小谷古墳和天理市峯塚古墳則是縮小版。另外，位於大阪府傳聖德太子墓的叡福寺北古墳的石室雖然無法入內調查，但是按照古文獻記載亦與岩屋山古墳屬同一形式。考古學家白石太一郎將這些類似的古墳統稱為岩屋山式，視為古墳時代末期具代表性的橫穴式石室之一。另外，同縣的艸墓古墳和西宮古墳則因為簡化了牆壁表面，而被稱為岩屋山亞式。進行考古調查時，石室內已經處於散亂狀態，甚至有被認為是中世的墓在玄室中央被發現，亦未能發掘出陪葬品。

### 墳丘

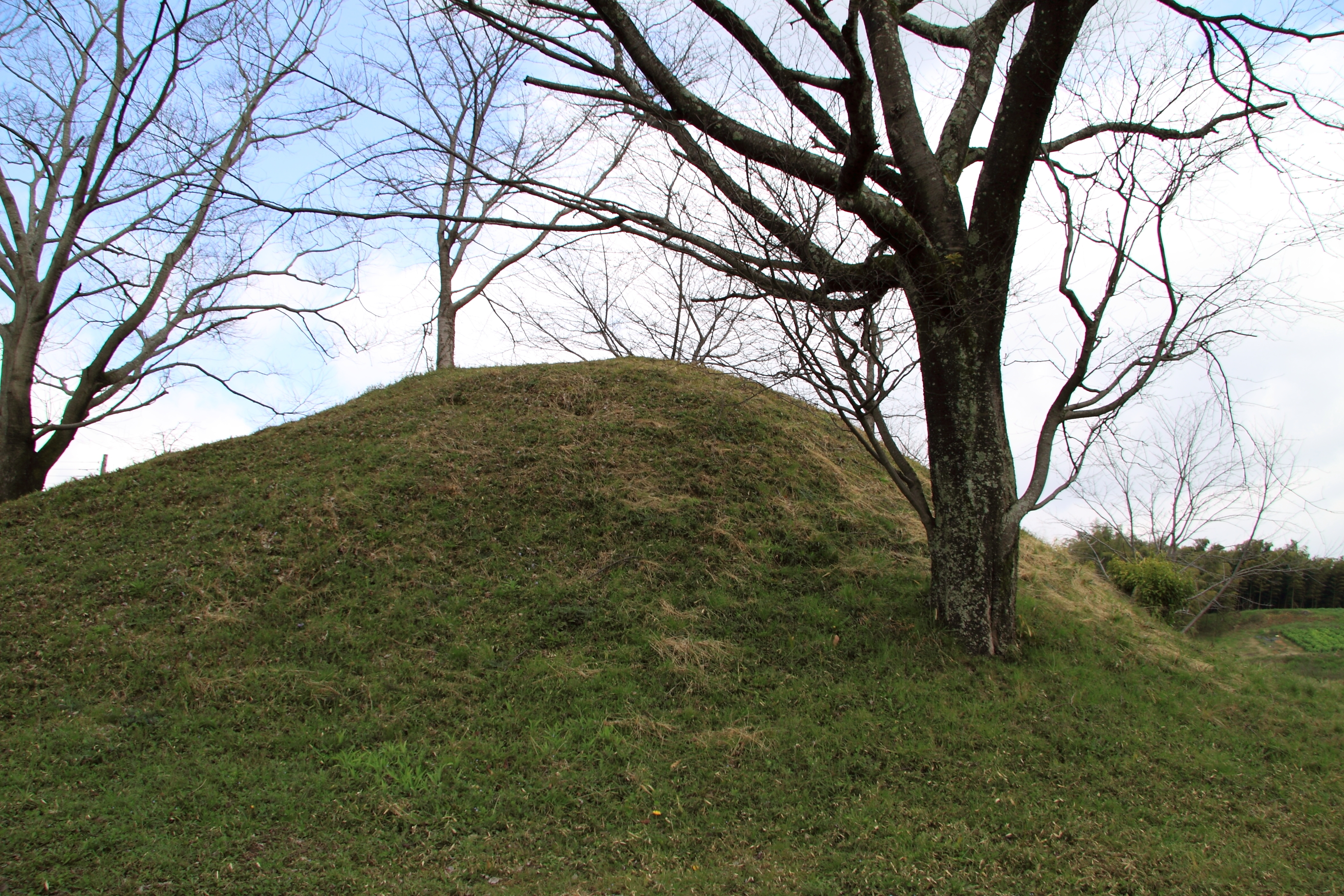
岩屋山古墳的墳丘

墳丘西面雖然被大幅破壞，經過考古調查發現，邊長約為45米，高12米的兩層結構所組成，並且經過夯土處理。由於古墳的下半部分明顯是方形而被認為是方墳，但是在白石基於測量圖的分析下發現，雖然下層是方形，但是上層卻是八角形，因此也有是八角墳的說法，而八角墳則有傳天智天皇陵的御廟野古墳和傳天武天皇和持統天皇合葬陵野口王墓古墳等飛鳥時代天皇的陵墓。

## 岩屋山古墳的建造時期
白石認為，按同屬岩屋山式的小谷古墳的家形石棺的形式和同年代橫穴式石室出土的須惠器推斷，古墳可能是建於古墳時代末期（7世紀中期至後期）。被葬者方面則可能是天智天皇6年（667年）被認為葬於越智崗上陵的齊明天皇。
另外，由於被認為是岩屋山式的叡福寺北古墳可能是死於621年或622年的聖德太子墓，而塚穴古墳則可能是死於603年的來目皇子墓，因此有些說法認為古墳的建造時期可能是7世紀前期。這是建基於岩屋山式前一代的石舞台古墳是建於蘇我馬子就任大臣時的572年，而非死後的626年。

## 外部連結
- 岩屋山古墳 （页面存档备份，存于）
- かしはら探訪ナビ（橿原市公式サイト内）[永久]